# Moazzam Begg
Moazzam Begg (Reino Unido, 1968) es el portavoz de Cageprisoners y ex detenido de la bahía de Guantánamo. Es uno de los protagonistas de la película documental Camino a Guantánamo. Ha publicado un texto autobiográfico sobre su experiencia, Enemy Combatant: My Imprisonment at Guantanamo, Bagram and Kandahar.
Después de los atentados del 11 de septiembre de 2001, mientras estaba temporalmente en Pakistán como ciudadano británico, se le detuvo y estuvo recluido 11 meses bajo custodia estadounidense en la base aérea de Bagram, en Afganistán, seguidos de tres años en Guantánamo hasta que fue puesto en libertad en enero de 2005.